# Бучацький фаховий коледж ПДАТУ
Відокремлений структурний підрозділ "Бучацький фаховий коледж Закладу вищої освіти "Подільський державний університет" - вищий навчальний заклад І-ІІ рівнів акредитації в с. Трибухівці (Чортківський район) Трибухівці Тернопільська область

## Історія

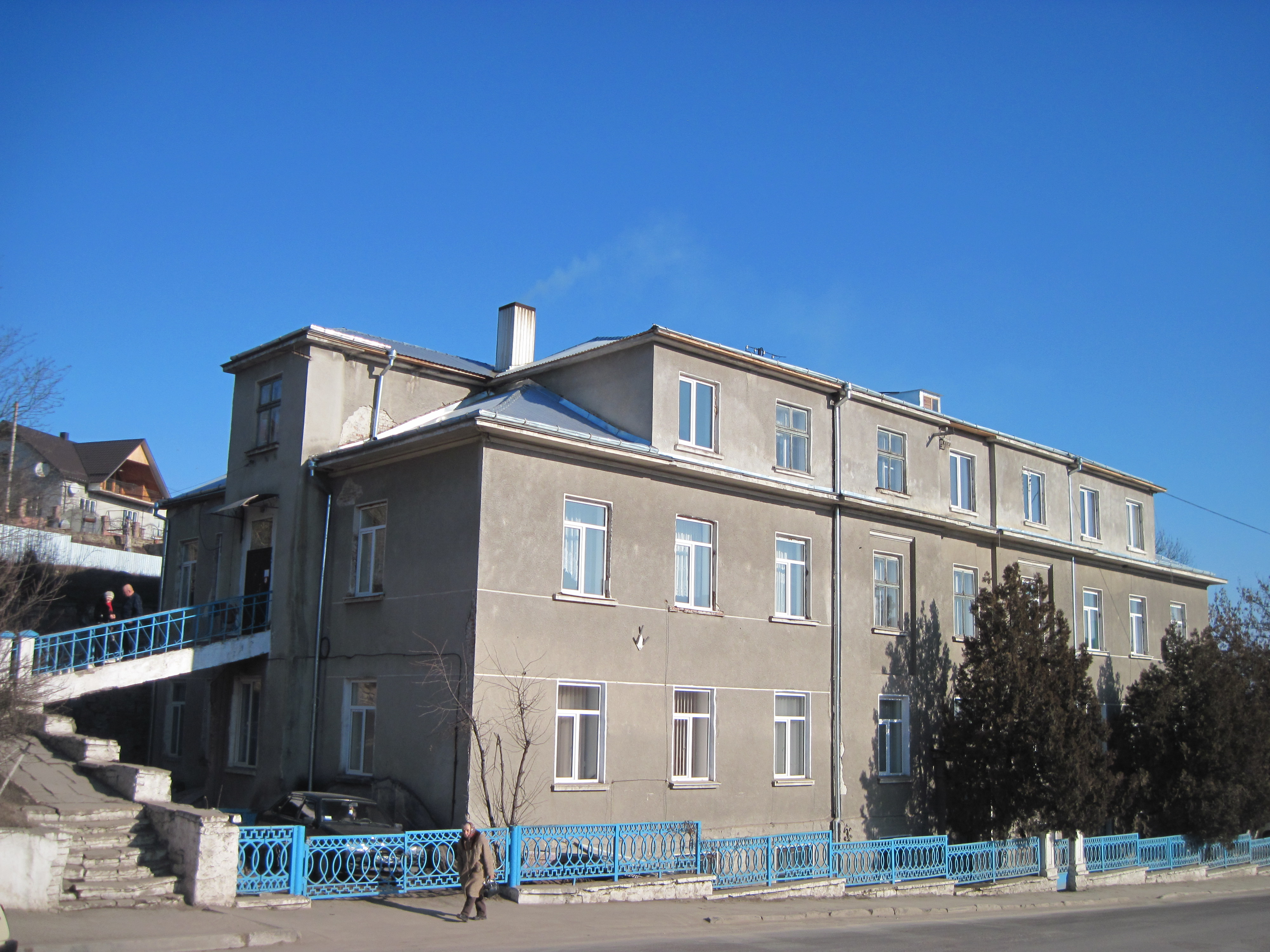
Колишній головний корпус (спочатку «каса хворих», тепер терапевтичний корпус ЦРКЛ), зима 2015

Бучацький коледж Подільського ДАТУ започаткований 1939 року на базі заснованої та діючої в містечку Язловець Бучацького повіту Монастирської школи. Згодом вона набула статусу зооветеринарного технікуму, який у 1946 р. було переведено до міста Бучача.
У 1949 році відновили будівлю колишньої «Каси хворих», в якій розмістили головний навчальний корпус закладу.
У 1964 р. технікум об'єднано з радгоспом «Дружба» с. Трибухівці і створено Бучацький радгосп-технікум, у 1966 р. відкрито агрономічне відділення, яке перевели з Кременця.
У 1970-х роках на східній околиці міста збудовано повноцінне «містечко» Бучацького радгоспу-технікуму, яке включало головний, ветеринарний корпуси та корпус механізації, їдальню, гуртожитки, стадіон, спортивні майданчики, ветеринарну клініку, дослідні ділянки, тир. У радянський період для створення розарію перед головним навчальним корпусом закупляли садивний матеріал, зокрема, у Латвії.
1998 р. Бучацький радгосп-технікум перейменовано на Бучацький державний аграрний коледж, 28 лютого 2006 р. на Бучацький коледж Подільського державного аграрно-технічного університету.
На початку ХХІ століття заклад змінив «місце прописки» на село Трибухівці.

## Спеціальності
- ветеринарна медицина,
- виробництво та переробки продукції тваринництва — технолог,
- виробництво і переробка продукції рослинництва — агроном,
- землевпорядкування,
- організатор виробництва — менеджер,
- бухгалтер освітньо-кваліфікаційних рівнів.

Студенти за бажанням можуть отримати права водія-любителя. Одночасно вони мають змогу навчатися на денній формі навчання за однією спеціальністю, і на заочній — за іншою.
Студенти-старшокурсники проходять виробничі практики в найкращих господарствах та організаціях району, Тернопільської та інших областей. Охочі проходять практику за кордоном. Від 2006 р. студентів IV курсів за спеціальністю «Агрономія» запрошують на практику у Швейцарію; за спеціальностями «Ветеринарна медицина» і «Технологія виробництва та переробки продукції тваринництва» — у Данію.
За рекомендацією педагогічної ради найкращі випускники коледжу продовжують навчання у вищих навчальних закладах ІІІ — IV рівнів акредитації у спецгрупах зі скороченим терміном навчання.

## Структура
Ліцензований обсяг прийому студентів становить 425 осіб. Коледж здійснює підготовку спеціалістів за державним замовленням, призначає студентам, які успішно навчаються, стипендію згідно з Постановою Кабінету Міністрів України, також за рахунок коштів фізичних та юридичних осіб.
Нині в коледжі навчається 686 студентів на денній формі навчання і 230 — на заочній.
Діяльність навчального закладу забезпечують 11 циклових комісій, у які входить 111 викладачів, серед яких 4 кандидати наук, один аспірант, 2 магістри; мають почесні звання: «Відмінник освіти України» — 7 осіб, педагогічні звання: старший викладач — двоє та викладач-методист — 13 осіб; мають кваліфікаційні категорії: викладач вищої категорії — 51; І — 30; ІІ — 17 осіб.
Коледж має два навчальних корпуси, студентську їдальню, гуртожиток. Все це компактно розташовано у студентському містечку на околиці міста та Трибухівців поблизу лісу.
Студенти навчаються у 52 обладнаних кабінетах і лабораторіях. Майбутні ветфельдшери та технологи проходять практичні заняття в навчально-виробничій клініці.

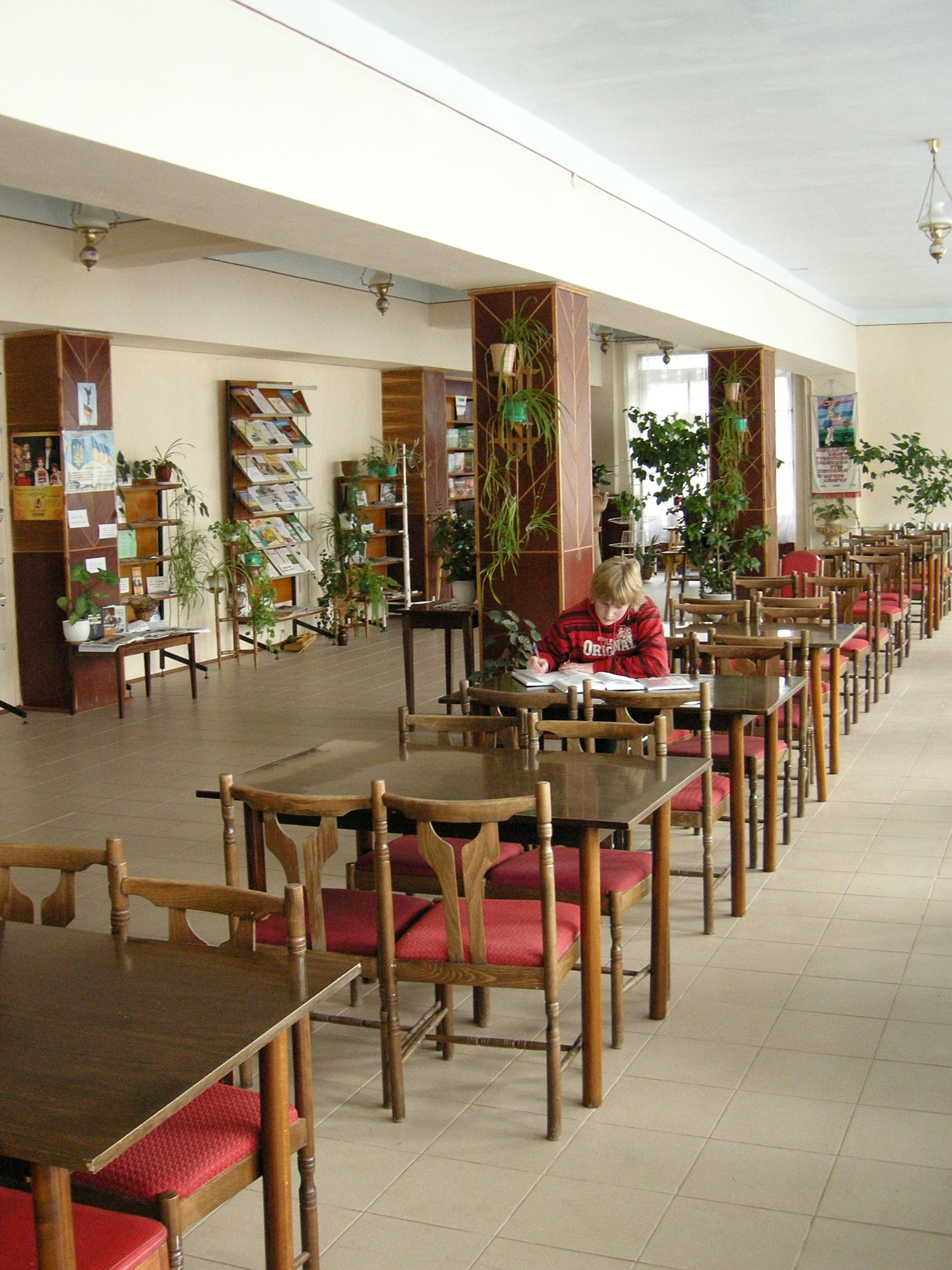
Бібліотека Бучацького коледжу Подільського державного аграрно-технічного університету

Працюють: бібліотека, читальний зал, видавничий центр, два комп'ютерні класи (з виходом в інтернет), навчально-методичний кабінет. Функціонують музеї: історії коледжу, «Берегиня», бойової слави.
До послуг студентів: медпункт, стоматологічний кабінет, буфет, студентська їдальня.
Студенти забезпечуються гуртожитком з належними умовами проживання.
При коледжі функціонує культурно-спортивний комплекс, до складу якого входять актовий зал, гурткові кімнати, спортивний зал (найбільший в районі), тренажерний зал для занять важкою атлетикою і гирьовим спортом, кімната для настільного тенісу, великий стадіон (недобудований через кризові явища 1990-х), спортивні майданчики, відкритий тир.
Працюють гуртки художньої самодіяльності: студентський хор, вокальні ансамблі хлопців і дівчат, вокально-інструментальний ансамбль, народний самодіяльний театр-мініатюр «Сатиричне вікно», фольклорно-етнографічний ансамбль, танцювальний гурток.
Постійно організовуються концерти, конкурси, відкриті виховні заходи до різних визначних дат, дискотеки, вечори відпочинку, зустрічі з цікавими людьми різних професій.
Учасники художньої самодіяльності беруть участь в обласних конкурсах художньої самодіяльності серед навчальних закладів І-IV рівнів акредитації області та регіону, постійно займають призові місця.
Викладачі фізичного виховання організовують роботу спортивних секцій з футболу, волейболу, настільного тенісу, біатлону, легкої атлетики, лижного та гирьового спорту. Протягом останніх років Бучацький коледж постійно займає призові місця в загальному заліку першості області серед вищих навчальних закладів І–ІІ рівнів акредитації, а також брали участь у Всеукраїнських сільських спортивних іграх на першість України (зайняли призові місця).
Серед студентів є кандидати в майстри спорту і майстри спорту.
У коледжі працює молодіжна профспілкова організація. Під опікою голови МПК студенти із числа сиріт, напівсиріт із багатодітних сімей, інваліди (дитинства і різних груп). За рішенням студентського профкому їм видається матеріальна допомога із фонду соціального забезпечення. На зимових і літніх канікулах (щорічно) голова МПК організовує оздоровлення такої категорії студентів з виїздом у санаторії, пансіонати відпочинку курортів краю тощо.
Коледж підтримує тісні зв'язки з навчальними закладами України та закордонними: з МАУП у Києві, Національним аграрним університетом, Національним педуніверситетом ім. Драгоманова, Львівським національним університетом ветеринарної медицини та біотехнологій імені Степана Гжицького, Львівським національним економічним університетом, Чернівецьким національним університетом, Коломийським інститутом природокористування, а також з навчальними закладами Польщі, Данії, Швейцарії, Франції.
Студенти-старшокурсники проходять виробничі практики в найкращих господарствах та організаціях району, Тернопільської області та інших областях. Охочі проходять практику за кордоном. У 2006 р. студентів IV-х курсів за спеціальністю «Виробництво та переробка продукції рослинництва» вперше запросили на практику у Швейцарію; а за спеціальностями «Ветеринарна медицина» і « Виробництво та переробка продукції тваринництва» — у Данію і Францію.
За рекомендацією педагогічної ради найкращі випускники коледжу продовжують навчання у вищих навчальних закладах ІІІ–IV рівнів акредитації у спецгрупах зі скороченим терміном навчання.

## Люди, пов'язані із закладом

### Поточне керівництво
- Директор коледжу — Леськів Ігор Юрійович (з 2006), Заслужений працівник освіти України (2017[4]), закінчив істфак ЧНУ ім. Юрія Федьковича у 1993
- Заступник директора з навчальної роботи — Семенків Микола Юліанович, уродженець Бучача, учасник бойових дій в Афганістані
- Заступник директора з навчально-виробничої роботи — Фасолько Микола Павлович
- Заступник директора з виховної роботи — Побуринний Роман Зіновійович
- Заступник директора з післядипломної освіти — Велещук Василь Йосипович
- Заступник директора з фізичного виховання — Лопушинський Михайло Гаврилович, уродженець Бариша, студентський приятель батька Андрія Гусина
- Відділ ветеринарної медицини — Тимчишин Степан Васильович
- Економіко-правовий відділ — Кушнірчук Михайло Миколайович
- Агрономічний відділ — Будна Марія Михайлівна.

### Колишні керівники[5]
- П. Шелудько[6]
- Бойчук Вадим Олександрович (Азінович)
- Гуменний Іван Володимирович
- Бойко Іван Дмитрович — перший секретар Тернопільського обкому КПУ на момент відновлення Незалежності України
- Вуїв Іван Теофільович
- Гадз Петро Іванович
- Гайда Йосип Йосипович[7]

### Викладачі

#### Працюють
- Головчинська (Вербова) Алла Романівна — неодноразова чемпіонка та призерка першостей України з біатлону серед студентів сільських навчальних закладів, виконала норматив кандидата в майстри спорту
- Навроцький Віктор Михайлович — тренер з біатлону, лижних гонок
- Чумак (Антошків) Валентина Михайлівна — майстер спорту з біатлону

#### Колишні
- Ільчишин Михайло — тренер з важкої атлетики, підготував кілька майстрів спорту
- Карабань Василь Степанович — Заслужений вчитель України
- Козира Ілля Савович — голова Бучацької РДА, районної організації НРУ
- Кулик Андрій Михайлович — кандидат наук[8][9]
- Монюк Ярослав — капітан ФК «Колгоспник», потім «Колос» Бучач[10]).

### Випускники
- Балюк Леся Василівна — поетеса, прозаїк
- Сокульський Арнольд Леонідович — перший директор Національного заповідника «Хортиця» (1970—1979, 1981—1984).
- Василечко Микола Романович — краєзнавець, фотокореспондент, кросвордист, творець інтернет-сайтів, вікіпедист.

#### Доктори наук
Гуфрій Д. Ф., Безсмертний В. М., Дармограй Л. М., Кухтин М. Д.

#### Кандидати наук
Магда П. С., Гривня Н. О., Кухрай Б. М., Літинський В. П., Трушкевич З. Ю., Угрин І. М., Вольський В. М., Ступницький Р. М., Крайняк Р. М., Андріїшин Ю. І., Семанюк В. І., Жмурко Т. В., Вуїв І. Т.

#### Заслужені працівники сільського господарства України
- Мар'ян Лучка[11]

## Світлини

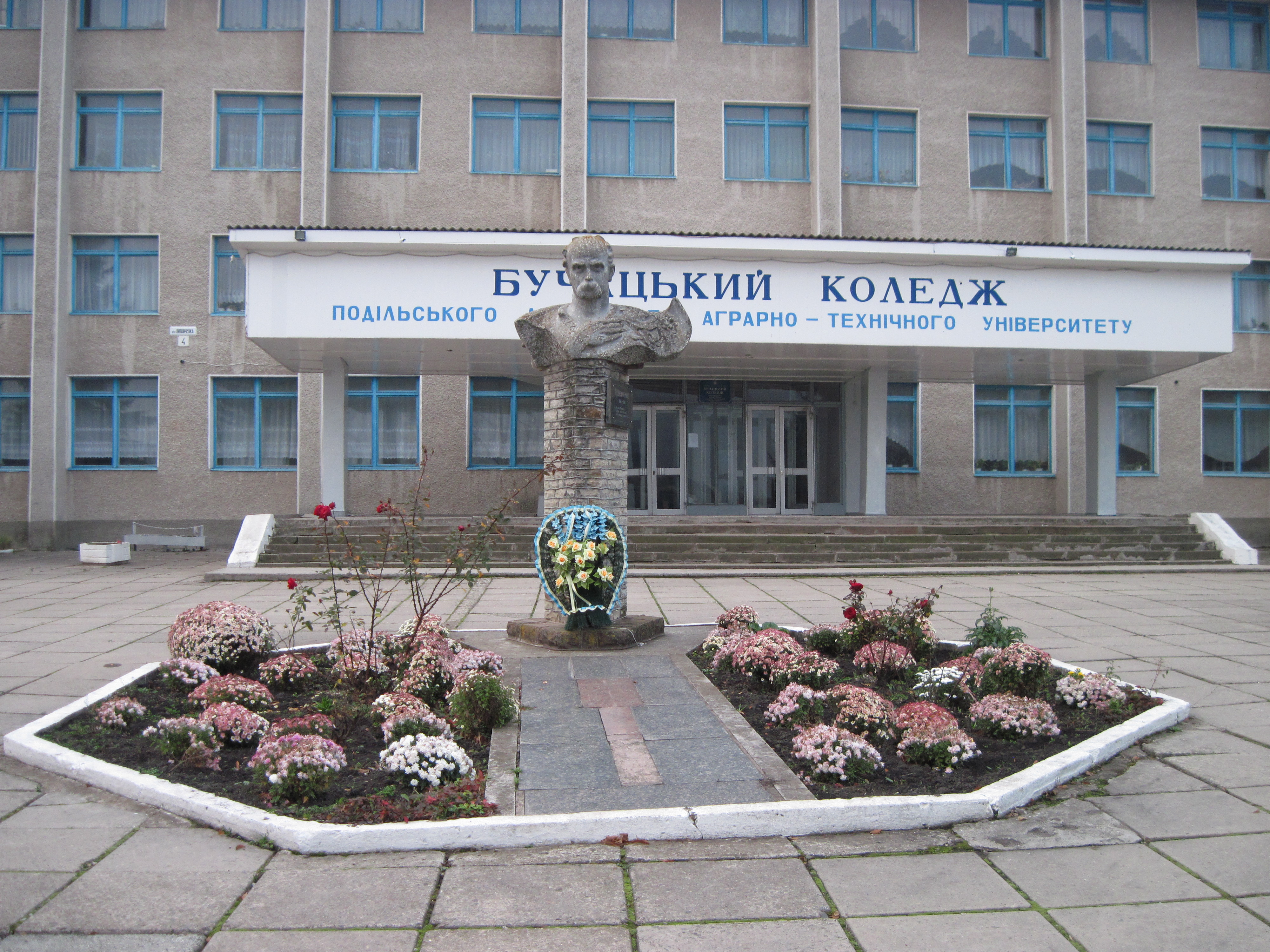
Погруддя Т. Шевченка
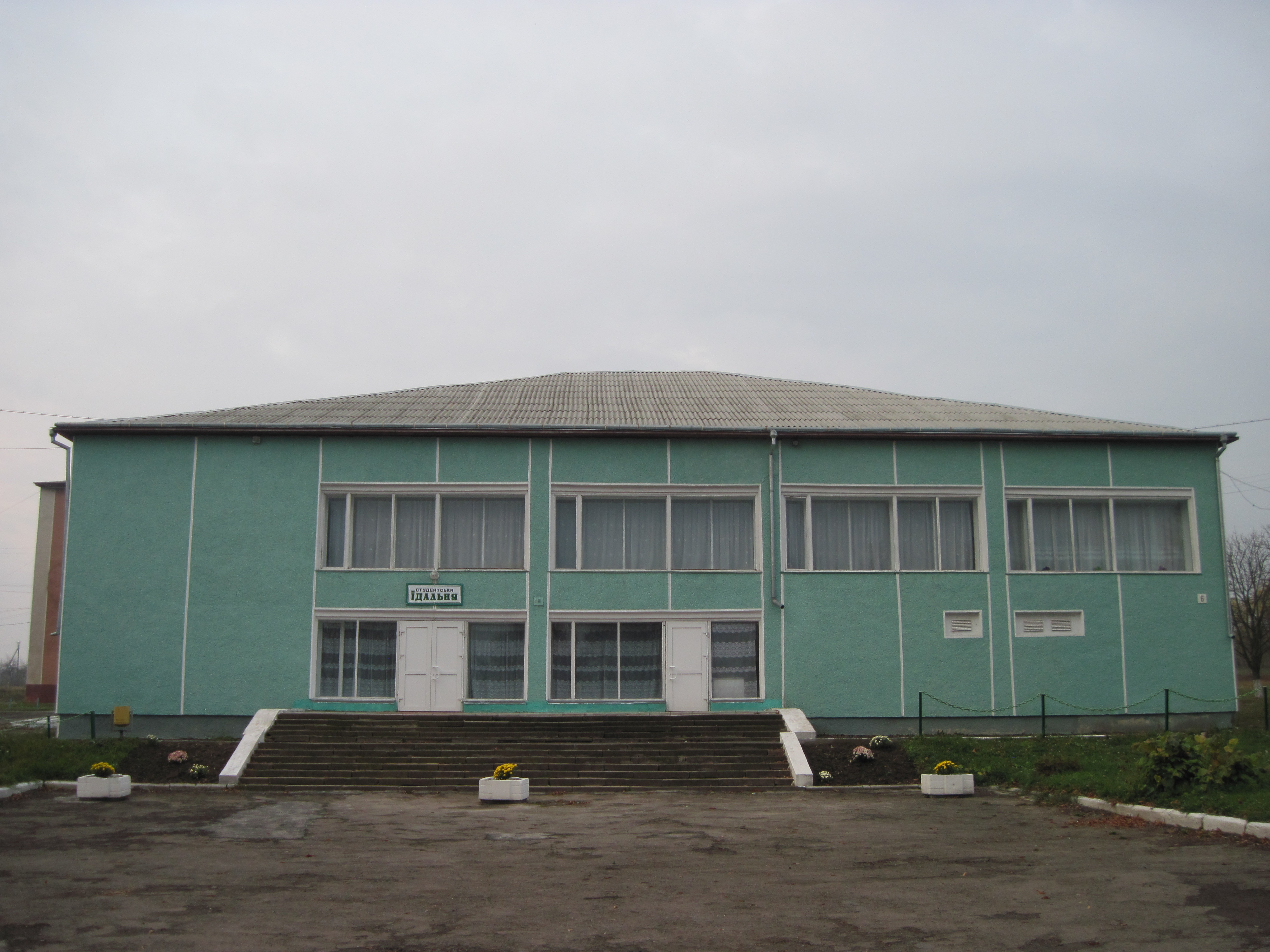
Їдальня
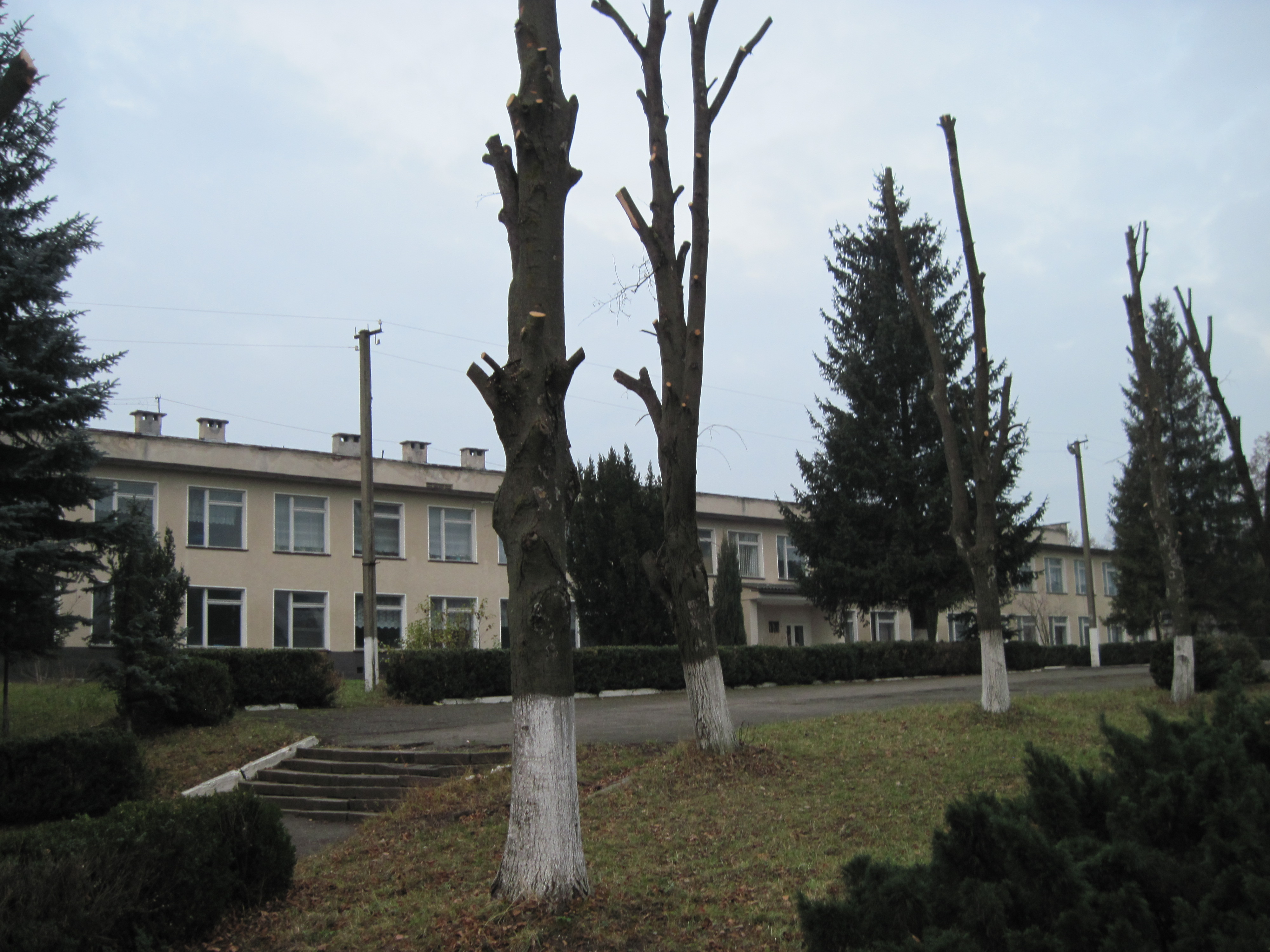
Ветеринарний корпус
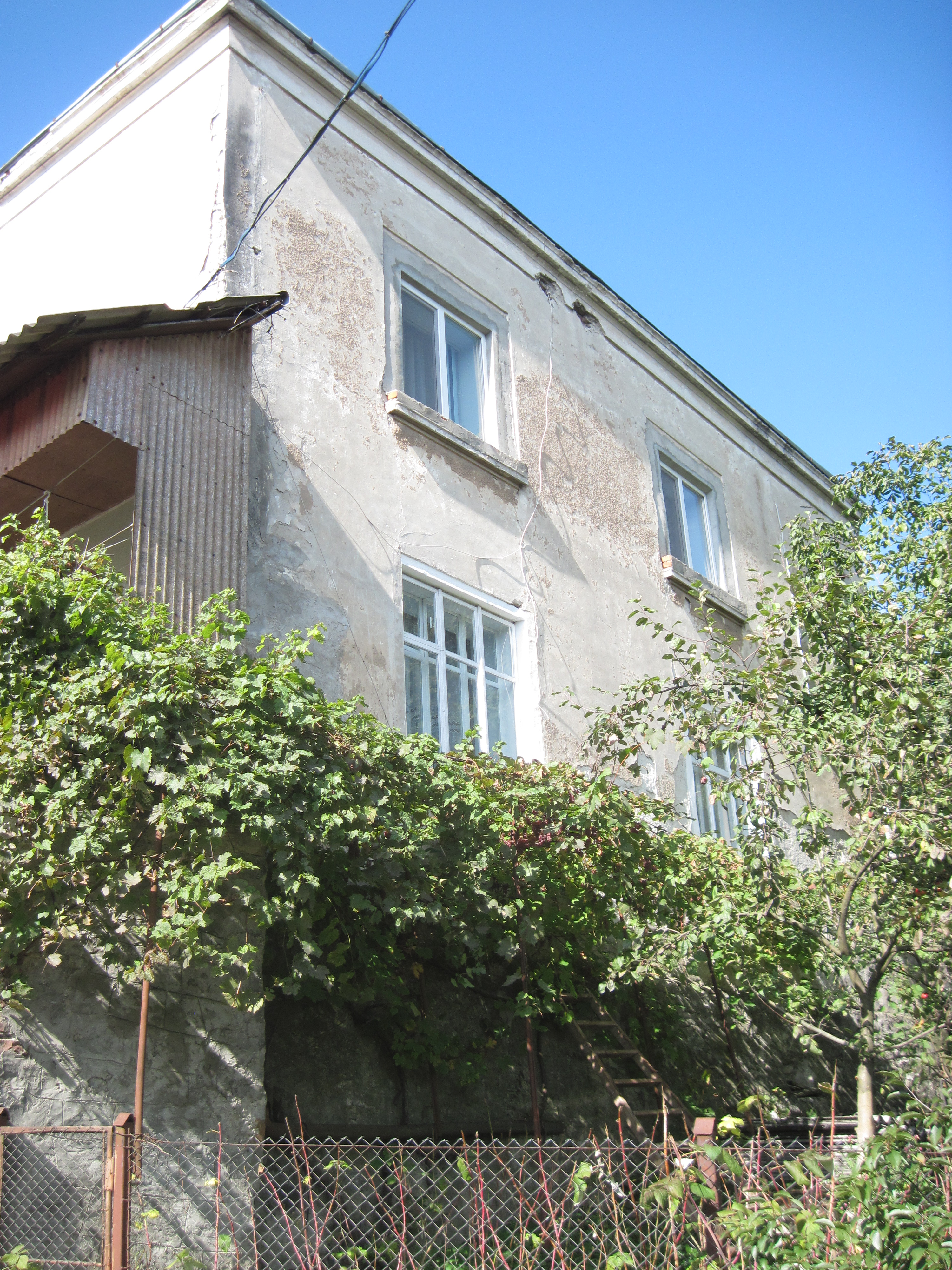
Колишній гуртожиток (вул. Гнатюка)